# Agustí Sancho

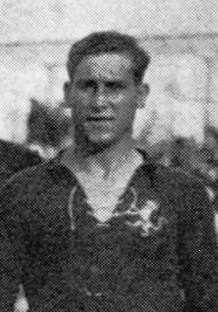
Agustí Sancho (1920)

Agustí Sancho Agustina (Benlloch, 3 september 1896 - 25 augustus 1960) was een Spaans voetballer. Hij speelde als middenvelder.

## Clubvoetbal
Sancho speelde in zijn loopbaan bij Gladiator de Sans (1911-1914), TBH de Sans (1914-1915), Centre d'Esports Sants (1915-1916) en FC Barcelona (1916-1922, 1923-1928).
Bij FC Barcelona maakte hij deel uit van het eerste succesvolle elftal van de club en het trio Sancho–Josep Samitier–Ramón Torralba wordt wel beschouwd als een van beste middenvelden van FC Barcelona ooit. Sancho onderbrak zijn periode bij FC Barcelona in 1922 voor werkzaamheden als trainer van CD Castellón.

## Nationaal elftal
Sancho speelde driemaal voor het Spaans nationaal elftal. Zijn debuut was op 29 augustus 1920 tegen België en later speelde middenvelder nog tegen Italië op 2 september 1920 en Portugal op 16 december 1923.